# Bicicleta doméstica

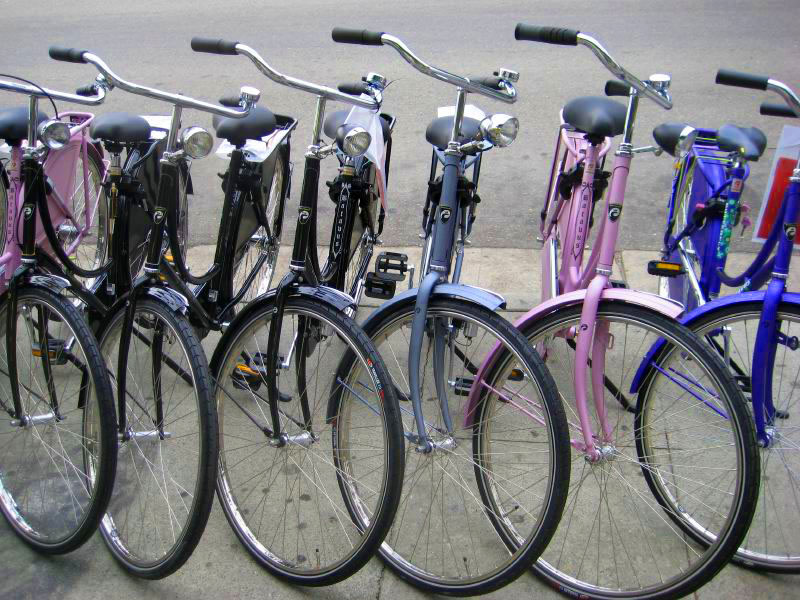
Bicicletas domésticas de diseño clásico

La bicicleta doméstica,  también descrita como bicicleta de paseo, bicicleta urbana  o bicicleta utilitaria, es una bicicleta diseñada para el transporte práctico, a diferencia de las bicicletas que están diseñadas principalmente para actividades de recreo y la competición, como las bicicletas para el cicloturismo, ciclismo en ruta, y ciclismo de montaña.
La gran mayoría de las bicicletas domésticas se pueden encontrar en los países en vías de desarrollo, así como en China, y han mantenido su popularidad en algunas naciones desarrolladas como los Países Bajos. La bicicleta por lo general más frecuente es la del tipo roadster inglesa, el estilo de bicicleta más utilizada en muchas partes del mundo. Como tales, las  bicicletas domésticas son el tipo más común de bicicletas a nivel mundial, y mientras que los vehículos de motor han desplazado a las bicicletas para el transporte personal en muchos países industrializados y post-industriales, el aumento de los costos del combustible y las preocupaciones por el medio ambiente han llevado a muchas personas a recurrir una vez más a la bicicleta doméstica para una gran variedad de tareas cotidianas.

## Utilización actual

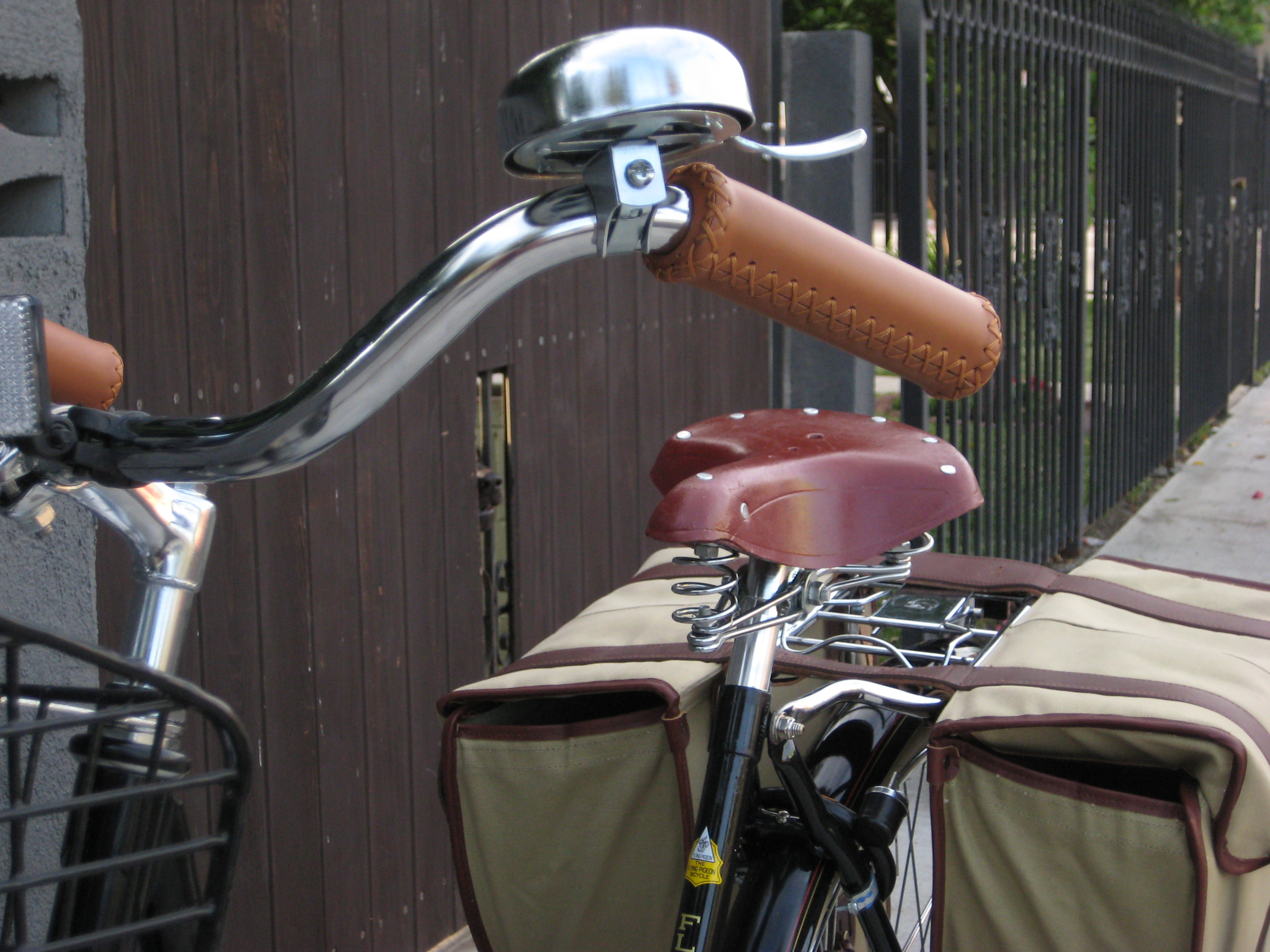
Bicicletas domésticas se están poniendo de moda una vez más

Las bicicletas domésticas se utilizan principalmente para los desplazamientos de corta distancia, hacer mandados, compras, ocio o para el transporte de bienes o mercancías, y por lo general montado por ciclistas urbanos que viajan en ropa normal.
En algunos países, las flotas enteras de bicicletas de servicios públicos pueden ser operadas o administradas por entidades gubernamentales locales o nacionales, como parte de un programa para compartir bicicletas públicas.
Las bicicletas domésticas a menudo cuentan con una barra superior curvada para uno montarse fácilmente, con una sola velocidad, o con cambio interno de buje, y frenos de buje para reducir la necesidad de mantenimiento, guardabarros para mantener la ropa del ciclista limpio, un protector de la cadena para evitar faldas o pantalones sueltos de ser atrapado en la cadena, protector de falda/abrigo para evitar un abrigo largo o falda atraparse en la rueda trasera o los frenos, un caballete de apoyo para que se pueda aparcar con facilidad, y una cesta o portaequipajes para transportar objetos personales o bolsas de la compra.

## Tipos de bicicletas domésticas
- Bicicleta inglesa
- Bicicleta plegable
- Bicicleta playera
- Bicicleta de reparto